# Little Cumbrae Old Lighthouse
Das Little Cumbrae Old Lighthouse (deutsch „Alter Little-Cumbrae-Leuchtturm“) ist ein ehemaliger Leuchtturm auf der schottischen Insel Little Cumbrae. Die Anlage ist als Scheduled Monument denkmalgeschützt. Eine zusätzliche Aufnahme in die schottischen Denkmallisten in der höchsten Denkmalkategorie A wurde 2016 aufgehoben.

## Geschichte
Der Leuchtturm wurde im Jahre 1757 errichtet und ist damit der zweitälteste in Schottland. Sein Bau wurde im Vorjahr von Glasgower Kaufleuten in Abstimmung mit der Kommunalverwaltung beschlossen, um die Einfahrt in den Firth of Clyde, und damit die Schifffahrtsrouten nach Glasgow, sicherer zu gestalten. Bereits nach 35-jähriger Betriebsdauer hatten sich die Baukosten amortisiert und mit dem Little Cumbrae Lighthouse wurde eine effizientere Anlage an der Küste der Insel errichtet, die 1793 in Betrieb ging. Der Betrieb des Little Cumbrae Old Lighthouse wurde in diesem Jahr eingestellt. Im Jahre 1956 restaurierte der Clyde Lighthouses Trust das Bauwerk.

## Beschreibung
Der rund zehn Meter hohe Turm befindet sich an der höchsten Stelle der Insel. Er liegt damit nicht an der Küste, sondern im Inselinneren. Das Mauerwerk ist rund einen Meter mächtig. Der zylindrische Turm ist am oberen Ende offen und trug einst einen eisernen Korb, in welchem ein offenes Kohlefeuer brannte.